# Pirena

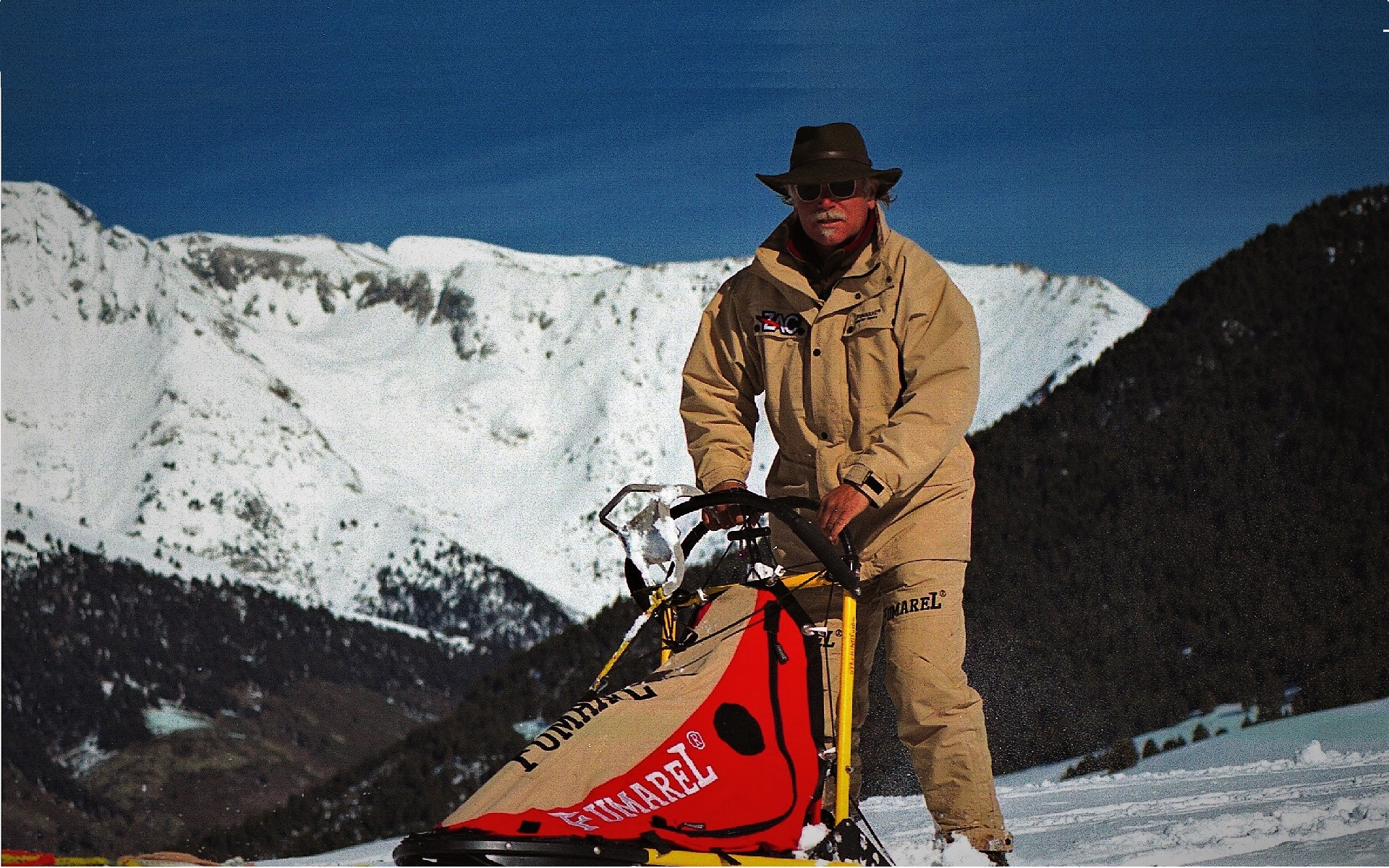
Fumarel Mushing Team na trasie Pireny

Pirena (również: kat. La Ruta Blanca dels Pirineus, hiszp. La Ruta Blanca del Pirineo, dosłownie: „Biały Szlak Pirenejów”; od 2011: Pirena Advance) – międzynarodowe zawody w wyścigu psich zaprzęgów, rozgrywane w Pirenejach w latach 1991–2012.

## Historia
Pomysłodawcą i późniejszym dyrektorem wyścigów był Josep Parés i Casals, sprawujący później również funkcję wiceprzewodniczącego Międzynarodowej Federacji Psich Zaprzęgów. Poprzez organizację zawodów chciał on rozpropagować tę dyscyplinę sportu, a celem nadrzędnym była promocja wyścigów, aby możliwe było ich wprowadzenie do kalendarza zimowych igrzysk olimpijskich.
Celem wyścigu było jak najszybsze pokonanie trasy, przemierzając Pireneje z zachodu na wschód. Trasa ta przebiegała przez Pireneje na terenie Nawarry, Aragonii i Katalonii w Hiszpanii, a następnie Andory i Francji. Zawody organizowane były w styczniu, niekiedy na przełomie stycznia i lutego, trwały łącznie 15 dni, a pieczę nad nimi sprawowały Hiszpański i Kataloński Związek Sportów Zimowych. Trasa wyścigu liczyła ponad 300 km, niejednokrotnie nawet ponad 400 km, a niektóre jej odcinki znajdowały się na wysokości 2500 m n.p.m. Wyścig podzielony był na kilkanaście etapów, z których część odbywała się nocą.
Od 1997 roku w ramach Pireny, poza skijöringiem, zaczęto dodatkowo rozgrywać zawody w pulce. W 2005 roku przeprowadzono dodatkową rywalizację nordyckich psów zaprzęgowych. W 2007 roku zawody odwołano. Z biegiem lat Pirena zyskała na popularności, a na początku XXI wieku zaczęto ją określać najważniejszymi i najtrudniejszymi wyścigami psich zaprzęgów w Europie Południowej. W 2011 roku sponsorem wyścigów została firma Infinity Advance, w związku z czym zmieniono nazwę zawodów na Pirena Advance.
Od 2013 roku zawody nie są rozgrywane. Przyczyną zaprzestania ich organizacji były problemy finansowe wynikłe z kryzysu gospodarczego. Początkowo organizatorzy odwołali jedynie edycję z 2013 roku, rok później poinformowali jednak, że zawody nie będą już więcej organizowane. W 22-letniej historii wyścigów, wzięli w nich udział zawodnicy z ponad 20 państw. W edycji z 2003 roku udział wzięło 56 maszerów i 650 psów z państw całego kontynentu europejskiego.
W zawodach jako maszerzy uczestniczyli zarówno mężczyźni, jak i kobiety. Wśród uczestników były również osoby niepełnosprawne. Pierwszą kobietą, która odniosła zwycięstwo w Pirenie, była Norweżka Elisabeth Edland, która triumfowała w 2001 roku. Z kolei najbardziej utytułowanym zawodnikiem był Niemiec Tom Andres, który czterokrotnie wygrał wyścig w latach 2008, 2010, 2011 i 2012.
W 2015 roku powstał projekt nowego, inspirowanego Pireną, wyścigu psich zaprzęgów Snow Race Gos Àrtic, którego trasę wyznaczono również w Pirenejach.

## Zwycięzcy

### Skijöring
| Rok i miejsce | Zwycięzca (maszer)    | Państwo           | Źr.          |
| ------------- | --------------------- | ----------------- | ------------ |
| 1991          | René Minartz          | Holandia          | [ 27 ]       |
| 1992          | Philippe Aroseau      | Francja           | [ 4 ]        |
| 1993          | René Minartz          | Holandia          | [ 27 ]       |
| 1994          | Andreas Kolberger     | Austria           | [ 4 ]        |
| 1995          | Kurt Pichler          | Austria           | [ 4 ]        |
| 1996          | Reijo Jääskeläinen    | Finlandia         | [ 4 ]        |
| 1997          | Reijo Jääskeläinen    | Finlandia         | [ 4 ]        |
| 1998          | Karsten Grønås        | Norwegia          | [ 4 ] [ 28 ] |
| 1999          | Tim White             | Stany Zjednoczone | [ 4 ]        |
| 2000          | Grant Beck            | Kanada            | [ 4 ]        |
| 2001          | Elisabeth Edland      | Norwegia          | [ 19 ]       |
| 2002          | Rudi Ropertz          | Niemcy            | [ 4 ]        |
| 2003          | Rudi Ropertz          | Niemcy            | [ 29 ]       |
| 2004          | Rudi Ropertz          | Niemcy            | [ 30 ]       |
| 2005          | Heinrich Stahl        | Niemcy            | [ 31 ]       |
| 2006          | Josep Domingo Beltran | Hiszpania         | [ 32 ]       |
| 2008          | Tom Andres            | Niemcy            | [ 1 ]        |
| 2009          | Iker Ozkoidi García   | Hiszpania         | [ 33 ]       |
| 2010          | Tom Andres            | Niemcy            | [ 21 ]       |
| 2011          | Tom Andres            | Niemcy            | [ 22 ]       |
| 2012          | Tom Andres            | Niemcy            | [ 23 ]       |

### Pulka
| Rok i miejsce | Zwycięzca (maszer) | Państwo    | Źr.    |
| ------------- | ------------------ | ---------- | ------ |
| 1997          | Oskar Espinosa     | Hiszpania  | [ 4 ]  |
| 1998          | Oskar Espinosa     | Hiszpania  | [ 4 ]  |
| 1999          | Patrick Geley      | Francja    | [ 4 ]  |
| 2000          | Patrick Geley      | Francja    | [ 4 ]  |
| 2002          | Alexandre Bégrand  | Francja    | [ 4 ]  |
| 2003          | Patrick Wirz       | Szwajcaria | [ 34 ] |
| 2004          | Richard Bárta      | Czechy     | [ 35 ] |
| 2005          | Jana Porubská      | Czechy     | [ 36 ] |
| 2006          | Jana Porubská      | Czechy     | [ 37 ] |
| 2008          | Svein Ivar Moen    | Norwegia   | [ 1 ]  |
| 2009          | Lena Hillestad     | Norwegia   | [ 38 ] |
| 2010          | Jiří Suchý         | Czechy     | [ 39 ] |
| 2011          | Jana Porubská      | Czechy     | [ 40 ] |
| 2012          | Pavel Porubský     | Czechy     | [ 41 ] |

### Nordyckie psy zaprzęgowe
| Rok i miejsce | Zwycięzca (maszer) | Państwo | Źr.    |
| ------------- | ------------------ | ------- | ------ |
| 2005          | Matteo Bartolini   | Włochy  | [ 11 ] |